# Claudio Ranieri
Claudio Ranieri (Roma, Italia, 20 de octubre de 1951) es un exfutbolista y exentrenador italiano.
Fue galardonado como Premio The Best FIFA a mejor entrenador del año 2016 por la consecución de la Premier League con el Leicester City.

## Trayectoria

### Como jugador
Claudio Ranieri se inició como futbolista en la AS Roma en el año 1973. Jugaba como defensa y debutó en la Serie A el 4 de noviembre de 1973 en un encuentro ante el Génova FC. Luego pasó por el US Catanzaro, Calcio Catania y US Palermo, donde se retiró en 1986.

### Como entrenador

#### Inicios
Tras su retiro como futbolista, asumió la dirección técnica del Vigor Lamezia Calcio, donde se mantuvo durante un año. Luego, en 1988, dirigió al Puteolana en la Serie C 1. De ahí pasó al Cagliari Calcio, al que llevó de la Lega Pro (tercera categoría del fútbol italiano) a la Serie A en sólo 2 años, logrando 2 ascensos consecutivos. También entrenó al Napoli durante algo más de una temporada (1991-1992).

#### A. C. F. Fiorentina
En 1993, fue nombrado entrenador de la Fiorentina, obteniendo los títulos de la Serie B, la Copa y la Supercopa de Italia en sus 4 años en la entidad.

#### Valencia C. F.
En 1997, comenzó su experiencia en el extranjero dirigiendo al Valencia, consiguiendo los títulos de la Copa del Rey y la Copa Intertoto, además de clasificarlo para la Liga de Campeones de la UEFA gracias a la 4.ª posición en la Liga 1998-99.

#### Atlético de Madrid
Posteriormente, entrenó también en España, al Atlético de Madrid, al que dirigió las veintiséis primeras jornadas de la temporada 1999-2000, que culminó con el descenso del equipo rojiblanco a la Segunda División.

#### Chelsea F. C.
En septiembre de 2000, viajó a Inglaterra para dirigir al Chelsea, al que llevó a las posiciones nobles de la Premier League y alcanzó las semifinales de la Liga de Campeones en el 2004.

#### Valencia C. F. (2.ª etapa)
Ese mismo año regresó al Valencia y obtuvo el título de la Supercopa de Europa, pero sería cesado a media temporada 2004-05 a raíz de la eliminación en la Champions League y también en la Copa de la UEFA.

#### Parma F. C.
En febrero de 2007, Ranieri se hizo cargo del Parma, que era 18.º al inicio de la segunda vuelta de la Serie A. Finalmente, logró el "milagro" de la permanencia del equipo italiano en la máxima categoría tras sumar 27 puntos en 16 partidos. Destacó especialmente la victoria a domicilio frente a un Palermo que luchaba por clasificarse para la Liga de Campeones.

#### Juventus F. C.
El 5 de junio de 2007, Ranieri fue contratado por la Juventus para ser el técnico del elenco turinés en la temporada 2007-08, con el equipo piamontés recién ascendido de la Serie B tras el escándalo del Moggigate. En esa temporada alcanzó la tercera plaza y consecuentemente el acceso directo a la Liga de Campeones. En la temporada siguiente (2008-09), Ranieri continuó en el banquillo bianconero hasta el 18 de mayo de 2009, cuando faltaban dos jornadas al término del campionato. A pesar de haber ya obtenido la tercera plaza, los malos resultados de los últimos siete partidos (seis empates y una derrota), y los contrastes con parte de la plantilla; determinaron la interrupción de su cargo en la Juventus, y su sustitución por otro entrenador, Ciro Ferrara.

#### A. S. Roma
El 2 de septiembre de 2009, fue presentado como nuevo director técnico del equipo de su niñez, la Roma, firmando un contrato por dos temporadas. El conjunto giallorosso, que había perdido los dos primeros partidos de la Serie A 2009-10, comenzó a remontar posiciones e incluso se situó líder del campeonato, venciendo al Internazionale en el proceso. Finalmente, el conjunto romano terminó siendo subcampeón de dicha competición, aunque llegó a la última jornada con opciones de ganar el título. Sin embargo, el 20 de febrero de 2011, Ranieri presentó la renuncia como entrenador de la Roma tras perder 3-4 contra el Genoa después de ir ganando 3-0 hasta el comienzo del segundo tiempo. Dejó al equipo giallorosso ocupando el 6.º puesto de la clasificación tras 26 jornadas de la Serie A 2010-11.

#### F. C. Internazionale
Se incorporó al Internazionale en septiembre de 2011, sucediendo a Gian Piero Gasperini tras un pobre inicio del equipo italiano en la temporada 2011-12. Presentado como salvador, mejoró inicialmente los resultados pero no terminó de levantar el vuelo y mostró un juego muy mediocre y sin ideas, haciendo del Inter un equipo completamente distinto al de Mourinho apenas hace 2 años. El conjunto lombardo se alejó del descenso pero no logró meterse en los puestos de clasificación a competición europea y fue eliminado de la Liga de Campeones por el Olympique de Marsella en octavos de final, en un partido para el olvido contra un rival de muy bajo nivel, donde las decisiones tácticas pesaron. El 26 de marzo de 2012, y luego de una serie de derrotas que dejaron al club con posibilidades casi nulas de conseguir algún título, los dirigentes del club decidieron despedirlo tras la derrota por 2-0 ante la Juventus como visitante. Su sucesor fue Andrea Stramaccioni.

#### A. S. Mónaco F. C.
El 30 de mayo de 2012, se confirmó la noticia del fichaje de Claudio Ranieri por el Mónaco, que aspiraba a volver a la Ligue 1 lo antes posible, para las dos próximas temporadas. Su salario sería de 4 millones de euros y unos 20 "kilos" a su disposición para fichajes. El técnico italiano logró el objetivo fijado en su primer intento, certificando el ascenso del conjunto monegasco a la Ligue 1 el 11 de mayo de 2013. De vuelta en la máxima categoría, Ranieri dirigió una plantilla de lujo con jugadores como Radamel Falcao, João Moutinho, James Rodríguez, Éric Abidal, Sergio Romero, Dimitar Berbatov y Ricardo Carvalho para tratar de reverdecer viejos laureles del Mónaco.
Comenzó la temporada 2013-14 con buen pie, ganando los primeros partidos y situándose líder, pero en la 10.ª jornada perdió tal posición ante el París Saint-Germain, y dos semanas después también fue desbancado del segundo puesto a manos del Lille, si bien logró recuperar esa segunda plaza al final de la primera vuelta. Pero poco después, una grave lesión de rodilla de Radamel Falcao complicaba las cosas al Mónaco, que privado de su gran estrella no pudo evitar la eliminación en semifinales de la Copa de Francia. Finalmente, el equipo del Principado obtuvo el subcampeonato en la Ligue 1 2013-14, superando su récord de puntos. El 20 de mayo de 2014, el club monegasco anunció que Ranieri no seguiría ocupando su banquillo.

#### Selección de Grecia
El 25 de julio de 2014, Ranieri fue confirmado como nuevo seleccionador de Grecia. Sin embargo, fue destituido el 15 de noviembre de 2014, tras cosechar una derrota frente a las Islas Feroe en Grecia (0-1) y haber sumado un solo punto en las 4 primeras jornadas de la fase de clasificación para la Eurocopa 2016.

#### Leicester City F. C.
El 13 de julio de 2015, Ranieri volvió a la Premier League, haciéndose cargo del Leicester City. El modesto equipo de Leicestershire fue una de las sorpresas en el arranque de la Premier League 2015-16, obteniendo tres victorias y dos empates en las 5 primeras jornadas. De hecho, incluso llegó a situarse como líder a partir de la 13.ª jornada, confirmándose como la revelación de la temporada, y finalizó la primera vuelta de la Premier League como colíder, con los mismos puntos que el Arsenal. Al inicio de la segunda vuelta, el milagro de los zorros continuaba al situarse líderes en solitario, con el añadido de ganar al multimillonario Manchester City en su propio estadio. El 2 de mayo de 2016, su equipo se proclamó campeón de la Premier League por primera vez en su historia, a falta de dos fechas para culminar el torneo.
El 10 de agosto de 2016, Ranieri renovó su contrato con el club hasta 2020. Sin embargo, la gesta del curso anterior no tuvo continuidad en la temporada 2016-17. Finalmente, el 23 de febrero de 2017, Ranieri fue cesado en sus funciones como consecuencia de los malos resultados en la Premier League, donde el equipo inglés marchaba 17.º, con un solo punto de ventaja sobre los puestos de descenso. En cambio, se había clasificado para octavos de final de la Liga de Campeones como primero de grupo.

#### F. C. Nantes
El 15 de junio de 2017, el Nantes anunció su contratación para las dos próximas temporadas. Debutó cosechando dos derrotas en los dos primeros partidos, pero luego sumó 13 puntos en las 5 siguientes jornadas de la Ligue 1, situándose en el 6.º puesto de la clasificación gracias a su solidez defensiva y su eficacia ofensiva. Con estas señas de identidad, el Nantes se situó 5.º al término de la primera vuelta del campeonato. Sin embargo, la segunda parte de la Ligue 1 no fue tan buena y el equipo se quedó sin opciones de meterse en la zona noble de la clasificación. El 17 de mayo de 2018, el club anunció que Ranieri no iba a continuar la próxima temporada, despidiéndose del equipo francés certificando el 9.º lugar en la Ligue 1.

#### Fulham F. C.
El 14 de noviembre de 2018, el Fulham confirmó su llegada en sustitución de Slaviša Jokanović. No obstante, el club le despidió después de 3 meses y medio en el cargo, período en el cual sólo logró escalar una posición en la clasificación de la Premier League (de 20.º a 19.º).

#### A. S. Roma (2.ª etapa)
El 8 de marzo de 2019, firmó como nuevo técnico de la Roma hasta final de temporada, siendo su segundo ciclo en el club. Se hizo cargo del equipo romano cuando era 5.º en la Serie A y lo dirigió en las 12 últimas jornadas del campeonato, finalizando como 6.º clasificado.

#### U. C. Sampdoria
El 12 de octubre de 2019, se incorporó a la Sampdoria. Sacó al equipo genovés de los puestos de descenso y obtuvo la permanencia en la Serie A, por lo que continuó en el banquillo del Estadio Luigi Ferraris un año más. El 21 de mayo de 2021, se confirmó que dejaría el cargo al término de la temporada.

#### Watford F. C.
El 4 de octubre de 2021, se convirtió en el nuevo entrenador del Watford FC. El 24 de enero de 2022, fue destituido de su cargo, dejando al Watford como 19.º clasificado en la Premier League, a 5 puntos de la zona de salvación.

#### Cagliari Calcio (2.ª etapa)
El 24 de diciembre de 2022, el Cagliari anunció que había llegado a un acuerdo con Ranieri para hacerse cargo del conjunto sardo a partir del 1 de enero de 2023, comprometiéndose con la entidad para los próximos 2 años y medio. A su llegada, el Cagliari era el 14.º clasificado, pero remontó en la segunda vuelta y se clasificó para la promoción de ascenso. El 11 de junio de 2023, el equipo italiano logró el ascenso a la Serie A.El 19 de mayo de 2024, el Cagliari derrotó al Sassuolo por 2-0 y obtuvo la permanencia en la máxima categoría con una jornada de anticipación.Dos días después, anunció que dejaría el cargo de entrenador después de la última jornada y también confirmó que el Cagliari había sido su último club como entrenador.

#### A. S. Roma (3.ª etapa)
El 14 de noviembre de 2024, Ranieri salió de su retiro para volver a asumir el cargo de entrenador de la Roma hasta final de temporada. Se hizo cargo del equipo giallorosso cuando ocupaba la 12.ª posición después de 12 jornadas de la Serie A, y lo convirtió en el mejor combinado de la segunda vuelta, sumando 46 puntos de 57 posibles. Finalmente, dejó a la Roma en 5.ª posición, clasificándose para la Liga Europa.

## Clubes

### Como futbolista
| Club           | País   | Año       | Partidos | Goles |
| -------------- | ------ | --------- | -------- | ----- |
| AS Roma        | Italia | 1973-1974 | 6        | 0     |
| US Catanzaro   | Italia | 1974-1982 | 225      | 8     |
| Calcio Catania | Italia | 1982-1984 | 92       | 1     |
| USC Palermo    | Italia | 1984-1986 | 40       | 0     |

### Como entrenador

##### Clubes
| Equipo                      | Div.         | Temporada    | Liga  | Liga | Liga | Liga | Liga |       | Copa | Copa | Copa | Copa  |    | Internacional | Internacional | Internacional | Internacional | Internacional |   | Otros | Otros | Otros | Otros |     | Totales     | Totales | Totales | Totales | Totales | Totales | Totales | Totales |
| Equipo                      | Div.         | Temporada    | Part. | G    | E    | P    | Pos. | Part. | G    | E    | P    | Part. | G  | E             | P             | Pos.          | Part.         | G             | E | P     | Part. | G     | E     | P   | Rendimiento | GF      | GC      | Dif.    |         |         |         |         |
| --------------------------- | ------------ | ------------ | ----- | ---- | ---- | ---- | ---- | ----- | ---- | ---- | ---- | ----- | -- | ------------- | ------------- | ------------- | ------------- | ------------- | - | ----- | ----- | ----- | ----- | --- | ----------- | ------- | ------- | ------- | ------- | ------- | ------- | ------- |
| Vigor Lamezia · Italia      | 4.ª          | 1986-87      | 30    | 21   | 8    | 1    | 1.º  | -     | -    | -    | -    | -     | -  | -             | -             | -             | -             | -             | - | -     | 30    | 21    | 8     | 1   | 78.89%      | 44      | 12      | +32     |         |         |         |         |
| Vigor Lamezia · Italia      | Total        | Total        | 30    | 21   | 8    | 1    | -    | -     | -    | -    | -    | -     | -  | -             | -             | -             | -             | -             | - | -     | 30    | 21    | 8     | 1   | 78.89%      | 44      | 12      | +32     |         |         |         |         |
| Puteolana · Italia          | 3.ª          | 1987-88      | 22    | 4    | 7    | 11   | 17.º | 6     | 1    | 1    | 4    | -     | -  | -             | -             | -             | -             | -             | - | -     | 28    | 5     | 8     | 15  | 27.38%      | 17      | 45      | -28     |         |         |         |         |
| Puteolana · Italia          | Total        | Total        | 22    | 4    | 7    | 11   | -    | 6     | 1    | 1    | 4    | -     | -  | -             | -             | -             | -             | -             | - | -     | 28    | 5     | 8     | 15  | 27.38%      | 17      | 45      | -28     |         |         |         |         |
| Cagliari · Italia           | 3.ª          | 1988-89      | 34    | 16   | 13   | 5    | 1.º  | 14    | 9    | 5    | 0    | -     | -  | -             | -             | -             | -             | -             | - | -     | 48    | 25    | 18    | 5   | 64.58%      | 58      | 26      | +32     |         |         |         |         |
| Cagliari · Italia           | 2.ª          | 1989-90      | 38    | 17   | 13   | 8    | 3.º  | 1     | 0    | 0    | 1    | -     | -  | -             | -             | -             | -             | -             | - | -     | 39    | 17    | 13    | 9   | 54.7%       | 39      | 23      | +16     |         |         |         |         |
| Cagliari · Italia           | 1.ª          | 1990-91      | 34    | 6    | 17   | 11   | 14.º | 2     | 0    | 0    | 2    | -     | -  | -             | -             | -             | -             | -             | - | -     | 36    | 6     | 17    | 13  | 32.41%      | 29      | 49      | -20     |         |         |         |         |
| SSC Napoli · Italia         | 1.ª          | 1991-92      | 34    | 15   | 12   | 7    | 4.º  | 4     | 2    | 1    | 1    | -     | -  | -             | -             | -             | -             | -             | - | -     | 38    | 17    | 13    | 8   | 56.14%      | 60      | 43      | +17     |         |         |         |         |
| SSC Napoli · Italia         | 1.ª          | 1992-93      | 9     | 2    | 2    | 5    | Inc. | 4     | 4    | 0    | 0    | 4     | 2  | 1             | 1             | 1/16          | -             | -             | - | -     | 17    | 8     | 3     | 6   | 52.94%      | 32      | 23      | +9      |         |         |         |         |
| SSC Napoli · Italia         | Total        | Total        | 43    | 17   | 14   | 12   | -    | 8     | 6    | 1    | 1    | 4     | 2  | 1             | 1             | -             | -             | -             | - | -     | 55    | 25    | 16    | 14  | 36.97%      | 92      | 66      | +26     |         |         |         |         |
| Fiorentina · Italia         | 2.ª          | 1993-94      | 38    | 17   | 16   | 5    | 1.º  | 5     | 2    | 2    | 1    | -     | -  | -             | -             | -             | 4             | 3             | 1 | 0     | 47    | 22    | 19    | 6   | 60.29%      | 67      | 23      | +44     |         |         |         |         |
| Fiorentina · Italia         | 1.ª          | 1994-95      | 34    | 12   | 11   | 11   | 10.º | 6     | 2    | 2    | 2    | -     | -  | -             | -             | -             | -             | -             | - | -     | 40    | 14    | 13    | 13  | 45.83%      | 69      | 65      | +4      |         |         |         |         |
| Fiorentina · Italia         | 1.ª          | 1995-96      | 34    | 17   | 8    | 9    | 4.º  | 8     | 8    | 0    | 0    | -     | -  | -             | -             | -             | -             | -             | - | -     | 42    | 25    | 8     | 9   | 65.87%      | 70      | 44      | +26     |         |         |         |         |
| Fiorentina · Italia         | 1.ª          | 1996-97      | 34    | 10   | 15   | 9    | 9.º  | 2     | 1    | 0    | 1    | 8     | 3  | 3             | 2             | 1/2           | 1             | 1             | 0 | 0     | 45    | 15    | 18    | 12  | 46.66%      | 60      | 53      | +7      |         |         |         |         |
| Fiorentina · Italia         | Total        | Total        | 140   | 56   | 50   | 34   | -    | 21    | 13   | 4    | 4    | 8     | 3  | 3             | 2             | -             | 5             | 4             | 1 | 0     | 174   | 76    | 58    | 40  | 54.79%      | 266     | 185     | +81     |         |         |         |         |
| Valencia · España           | 1.ª          | 1997-98      | 35    | 16   | 7    | 12   | 9.º  | 6     | 3    | 1    | 2    | -     | -  | -             | -             | -             | -             | -             | - | -     | 41    | 19    | 8     | 14  | 53.66%      | 66      | 52      | +14     |         |         |         |         |
| Valencia · España           | 1.ª          | 1998-99      | 38    | 19   | 8    | 11   | 4.º  | 7     | 6    | 0    | 1    | 4     | 2  | 2             | 0             | 1/16          | 6             | 5             | 0 | 1     | 55    | 32    | 10    | 13  | 64.24%      | 103     | 54      | +49     |         |         |         |         |
| Atlético de Madrid · España | 1.ª          | 1999-00      | 26    | 8    | 6    | 12   | Inc. | 6     | 3    | 3    | 0    | 7     | 5  | 1             | 1             | Inc.          | -             | -             | - | -     | 39    | 16    | 10    | 13  | 49.58%      | 63      | 53      | +10     |         |         |         |         |
| Atlético de Madrid · España | Total        | Total        | 26    | 8    | 6    | 12   | -    | 6     | 3    | 3    | 0    | 7     | 5  | 1             | 1             | -             | -             | -             | - | -     | 39    | 16    | 10    | 13  | 49.58%      | 63      | 53      | +10     |         |         |         |         |
| Chelsea Inglaterra          | 1.ª          | 2000-01      | 32    | 16   | 7    | 9    | 6.º  | 4     | 2    | 0    | 2    | 1     | 0  | 0             | 1             | 1.ªR          | -             | -             | - | -     | 37    | 18    | 7     | 12  | 54.96%      | 72      | 45      | +27     |         |         |         |         |
| Chelsea Inglaterra          | 1.ª          | 2001-02      | 38    | 17   | 13   | 8    | 6.º  | 13    | 9    | 2    | 2    | 4     | 2  | 1             | 1             | 2.ªR          | -             | -             | - | -     | 55    | 28    | 16    | 11  | 60.61%      | 96      | 53      | +43     |         |         |         |         |
| Chelsea Inglaterra          | 1.ª          | 2002-03      | 38    | 19   | 10   | 9    | 4.º  | 8     | 5    | 1    | 2    | 2     | 1  | 0             | 1             | 1.ªR          | -             | -             | - | -     | 48    | 25    | 11    | 12  | 59.72%      | 88      | 51      | +37     |         |         |         |         |
| Chelsea Inglaterra          | 1.ª          | 2003-04      | 38    | 24   | 7    | 7    | 2.º  | 7     | 4    | 1    | 2    | 14    | 8  | 4             | 2             | 1/2           | -             | -             | - | -     | 59    | 36    | 12    | 11  | 67.8%       | 102     | 48      | +54     |         |         |         |         |
| Chelsea Inglaterra          | Total        | Total        | 146   | 76   | 37   | 33   | -    | 32    | 20   | 4    | 8    | 21    | 11 | 5             | 5             | -             | -             | -             | - | -     | 199   | 107   | 46    | 46  | 61.48%      | 358     | 197     | +161    |         |         |         |         |
| Valencia · España           | 1.ª          | 2004-05      | 24    | 10   | 8    | 6    | Inc. | 1     | 0    | 0    | 1    | 8     | 3  | 1             | 4             | 1/16          | 3             | 2             | 0 | 1     | 36    | 15    | 9     | 12  | 50%         | 48      | 41      | +7      |         |         |         |         |
| Valencia · España           | Total        | Total        | 97    | 45   | 23   | 29   | -    | 14    | 9    | 1    | 4    | 12    | 5  | 3             | 4             | -             | 9             | 7             | 0 | 2     | 132   | 66    | 27    | 39  | 56.82%      | 217     | 147     | +70     |         |         |         |         |
| Parma · Italia              | 1.ª          | 2006-07      | 16    | 7    | 6    | 3    | 12.º | -     | -    | -    | -    | 2     | 0  | 0             | 2             | 1/16          | -             | -             | - | -     | 18    | 7     | 6     | 5   | 50%         | 24      | 19      | +5      |         |         |         |         |
| Parma · Italia              | Total        | Total        | 16    | 7    | 6    | 3    | -    | -     | -    | -    | -    | 2     | 0  | 0             | 2             | -             | -             | -             | - | -     | 18    | 7     | 6     | 5   | 50%         | 24      | 19      | +5      |         |         |         |         |
| Juventus · Italia           | 1.ª          | 2007-08      | 38    | 20   | 12   | 6    | 3.º  | 5     | 2    | 1    | 2    | -     | -  | -             | -             | -             | -             | -             | - | -     | 43    | 22    | 13    | 8   | 61.24%      | 85      | 48      | +37     |         |         |         |         |
| Juventus · Italia           | 1.ª          | 2008-09      | 36    | 19   | 11   | 6    | Inc. | 4     | 1    | 1    | 2    | 10    | 4  | 5             | 1             | 1/8           | -             | -             | - | -     | 50    | 24    | 17    | 9   | 59.33%      | 83      | 48      | +35     |         |         |         |         |
| Juventus · Italia           | Total        | Total        | 74    | 39   | 23   | 12   | -    | 9     | 3    | 2    | 4    | 10    | 4  | 5             | 1             | -             | -             | -             | - | -     | 93    | 46    | 30    | 17  | 60.21%      | 168     | 96      | +72     |         |         |         |         |
| AS Roma · Italia            | 1.ª          | 2009-10      | 36    | 24   | 8    | 4    | 2.º  | 5     | 3    | 0    | 2    | 8     | 4  | 1             | 3             | 1/16          | -             | -             | - | -     | 49    | 31    | 9     | 9   | 69.39%      | 85      | 49      | +36     |         |         |         |         |
| AS Roma · Italia            | 1.ª          | 2010-11      | 25    | 11   | 6    | 8    | Inc. | 2     | 2    | 0    | 0    | 7     | 3  | 1             | 3             | Inc.          | 1             | 0             | 0 | 1     | 35    | 16    | 7     | 12  | 52.38%      | 55      | 54      | +1      |         |         |         |         |
| Inter de Milán · Italia     | 1.ª          | 2011-12      | 26    | 12   | 4    | 10   | Inc. | 2     | 1    | 0    | 1    | 7     | 4  | 1             | 2             | 1/8           | -             | -             | - | -     | 35    | 17    | 5     | 13  | 53.33%      | 46      | 42      | +4      |         |         |         |         |
| Inter de Milán · Italia     | Total        | Total        | 26    | 12   | 4    | 10   | -    | 2     | 1    | 0    | 1    | 7     | 4  | 1             | 2             | -             | -             | -             | - | -     | 35    | 17    | 5     | 13  | 53.33%      | 46      | 42      | +4      |         |         |         |         |
| AS Mónaco Francia           | 2.ª          | 2012-13      | 38    | 21   | 13   | 4    | 1.º  | 6     | 3    | 2    | 1    | -     | -  | -             | -             | -             | -             | -             | - | -     | 44    | 24    | 15    | 5   | 65.91%      | 75      | 40      | +35     |         |         |         |         |
| AS Mónaco Francia           | 1.ª          | 2013-14      | 38    | 23   | 11   | 4    | 2.º  | 6     | 4    | 0    | 2    | -     | -  | -             | -             | -             | -             | -             | - | -     | 44    | 27    | 11    | 6   | 69.69%      | 77      | 37      | +40     |         |         |         |         |
| AS Mónaco Francia           | Total        | Total        | 76    | 44   | 24   | 8    | -    | 12    | 7    | 2    | 3    | -     | -  | -             | -             | -             | -             | -             | - | -     | 88    | 51    | 26    | 11  | 67.8%       | 152     | 77      | +75     |         |         |         |         |
| Leicester City Inglaterra   | 1.ª          | 2015-16      | 38    | 23   | 12   | 3    | 1.º  | 5     | 2    | 2    | 1    | -     | -  | -             | -             | -             | -             | -             | - | -     | 43    | 25    | 14    | 4   | 68.99%      | 77      | 43      | +34     |         |         |         |         |
| Leicester City Inglaterra   | 1.ª          | 2016-17      | 25    | 5    | 6    | 14   | Inc. | 5     | 2    | 1    | 2    | 7     | 4  | 1             | 2             | Inc.          | 1             | 0             | 0 | 1     | 38    | 11    | 8     | 19  | 35.97%      | 42      | 62      | -20     |         |         |         |         |
| Leicester City Inglaterra   | Total        | Total        | 63    | 28   | 18   | 17   | -    | 10    | 4    | 3    | 3    | 7     | 4  | 1             | 2             | -             | 1             | 0             | 0 | 1     | 81    | 36    | 22    | 23  | 53.49%      | 119     | 105     | +14     |         |         |         |         |
| Nantes Francia              | 1.ª          | 2017-18      | 38    | 14   | 10   | 14   | 9.º  | 3     | 1    | 0    | 2    | -     | -  | -             | -             | -             | -             | -             | - | -     | 41    | 15    | 10    | 16  | 44.72%      | 44      | 48      | -4      |         |         |         |         |
| Nantes Francia              | Total        | Total        | 38    | 14   | 10   | 14   | -    | 3     | 1    | 0    | 2    | -     | -  | -             | -             | -             | -             | -             | - | -     | 41    | 15    | 10    | 16  | 44.72%      | 44      | 48      | -4      |         |         |         |         |
| Fulham Inglaterra           | 1.ª          | 2018-19      | 16    | 3    | 3    | 10   | Inc. | 1     | 0    | 0    | 1    | -     | -  | -             | -             | -             | -             | -             | - | -     | 17    | 3     | 3     | 11  | 23.53%      | 16      | 34      | -18     |         |         |         |         |
| Fulham Inglaterra           | Total        | Total        | 16    | 3    | 3    | 10   | -    | 1     | 0    | 0    | 1    | -     | -  | -             | -             | -             | -             | -             | - | -     | 17    | 3     | 3     | 11  | 23.53%      | 16      | 34      | -18     |         |         |         |         |
| AS Roma · Italia            | 1.ª          | 2018-19      | 12    | 6    | 4    | 2    | 6.º  | -     | -    | -    | -    | -     | -  | -             | -             | -             | -             | -             | - | -     | 12    | 6     | 4     | 2   | 61.11%      | 17      | 12      | +5      |         |         |         |         |
| Sampdoria · Italia          | 1.ª          | 2019-20      | 31    | 11   | 6    | 14   | 15.º | 1     | 0    | 0    | 1    | -     | -  | -             | -             | -             | -             | -             | - | -     | 32    | 11    | 6     | 15  | 40.63%      | 45      | 51      | -6      |         |         |         |         |
| Sampdoria · Italia          | 1.ª          | 2020-21      | 38    | 15   | 7    | 16   | 9.º  | 2     | 1    | 0    | 1    | -     | -  | -             | -             | -             | -             | -             | - | -     | 40    | 16    | 7     | 17  | 45.83%      | 54      | 57      | -3      |         |         |         |         |
| Sampdoria · Italia          | Total        | Total        | 69    | 26   | 13   | 30   | -    | 3     | 1    | 0    | 2    | -     | -  | -             | -             | -             | -             | -             | - | -     | 72    | 27    | 13    | 32  | 43.52%      | 99      | 108     | -9      |         |         |         |         |
| Watford Inglaterra          | 1.ª          | 2021-22      | 13    | 2    | 1    | 10   | Inc. | 1     | 0    | 0    | 1    | -     | -  | -             | -             | -             | -             | -             | - | -     | 14    | 2     | 1     | 11  | 16.67%      | 17      | 34      | -17     |         |         |         |         |
| Watford Inglaterra          | Total        | Total        | 13    | 2    | 1    | 10   | -    | 1     | 0    | 0    | 1    | -     | -  | -             | -             | -             | -             | -             | - | -     | 14    | 2     | 1     | 11  | 16.67%      | 17      | 34      | -17     |         |         |         |         |
| Cagliari · Italia           | 2.ª          | 2022-23      | 19    | 9    | 8    | 2    | 5.º  | -     | -    | -    | -    | -     | -  | -             | -             | -             | 5             | 3             | 2 | 0     | 24    | 12    | 10    | 2   | 63.89%      | 34      | 15      | +19     |         |         |         |         |
| Cagliari · Italia           | 1.ª          | 2023-24      | 38    | 8    | 12   | 18   | 16.º | 3     | 2    | 0    | 1    | -     | -  | -             | -             | -             | -             | -             | - | -     | 41    | 10    | 12    | 19  | 34.15%      | 47      | 74      | -27     |         |         |         |         |
| Cagliari · Italia           | Total        | Total        | 163   | 56   | 63   | 44   | -    | 20    | 11   | 5    | 4    | -     | -  | -             | -             | -             | 5             | 3             | 2 | 0     | 188   | 70    | 70    | 48  | 49.64%      | 207     | 187     | +20     |         |         |         |         |
| AS Roma · Italia            | 1.ª          | 2024-25      | 26    | 17   | 5    | 4    | 5.º  | 2     | 1    | 0    | 1    | 8     | 4  | 2             | 2             | 1/8           | -             | -             | - | -     | 36    | 22    | 7     | 7   | 67.59%      | 61      | 32      | +29     |         |         |         |         |
| AS Roma · Italia            | Total        | Total        | 99    | 58   | 23   | 18   | -    | 9     | 6    | 0    | 3    | 23    | 11 | 4             | 8             | -             | 1             | 0             | 0 | 1     | 132   | 75    | 27    | 30  | 63.64%      | 218     | 147     | +71     |         |         |         |         |
| Total clubes                | Total clubes | Total clubes | 1157  | 516  | 333  | 308  | -    | 157   | 86   | 26   | 45   | 101   | 49 | 24            | 28            | -             | 21            | 14            | 3 | 4     | 1436  | 665   | 386   | 385 | 55.27%      | 2167    | 1602    | +565    |         |         |         |         |
| 1. 2. 3.                    |              |              |       |      |      |      |      |       |      |      |      |       |    |               |               |               |               |               |   |       |       |       |       |     |             |         |         |         |         |         |         |         |

##### Selección
| Grecia              | 2014                | -    | -   | -   | -   | - | 4   | 0  | 1  | 3  | -   | -  | -  | -  | - | -  | -  | - | - | 4    | 0   | 1   | 3   | 8.33%  | 1    | 5    | -4   |
| Total selección     | Total selección     | -    | -   | -   | -   | - | 4   | 0  | 1  | 3  | -   | -  | -  | -  | - | -  | -  | - | - | 4    | 0   | 1   | 3   | 8.33%  | 1    | 5    | -4   |
| Total en su carrera | Total en su carrera | 1157 | 516 | 333 | 308 | - | 161 | 86 | 27 | 48 | 101 | 49 | 24 | 28 | - | 21 | 14 | 3 | 4 | 1440 | 665 | 387 | 388 | 55.14% | 2168 | 1607 | +561 |

#### Resumen por competiciones
| Competición                  | Partidos | Ganados | Empatados | Perdidos | %      | Resultado        |
| Clubes                       | Clubes   | Clubes  | Clubes    | Clubes   | Clubes | Clubes           |
| ---------------------------- | -------- | ------- | --------- | -------- | ------ | ---------------- |
| Serie D                      | 30       | 21      | 8         | 1        | 78.89% | Campeón          |
| Serie C                      | 56       | 20      | 20        | 16       | 47.61% | Campeón          |
| Serie B                      | 100      | 46      | 39        | 15       | 59%    | Campeón          |
| Serie A                      | 501      | 212     | 146       | 143      | 52.03% | Subcampeón       |
| Copa Italia Serie C          | 20       | 10      | 6         | 4        | 60%    | Campeón          |
| Copa Italia                  | 58       | 32      | 7         | 19       | 59.19% | Campeón          |
| Copa Anglo-Italiana          | 4        | 3       | 1         | 0        | 83.33% | Fase de grupos   |
| Supercopa de Italia          | 2        | 1       | 0         | 1        | 50%    | Campeón          |
| LaLiga                       | 123      | 53      | 29        | 41       | 50.95% | 4.º lugar        |
| Copa del Rey                 | 20       | 12      | 4         | 4        | 66.67% | Campeón          |
| Supercopa de España          | 2        | 1       | 0         | 1        | 50%    | Subcampeón       |
| Premier League               | 238      | 109     | 59        | 70       | 54.06% | Campeón          |
| FA Cup                       | 28       | 14      | 6         | 8        | 57.14% | Subcampeón       |
| EFL Cup                      | 16       | 10      | 1         | 5        | 64.58% | Semifinales      |
| Community Shield             | 1        | 0       | 0         | 1        | 0%     | Subcampeón       |
| Ligue 2                      | 38       | 21      | 13        | 4        | 66.66% | Campeón          |
| Ligue 1                      | 76       | 37      | 21        | 18       | 57.89% | Subcampeón       |
| Copa de Francia              | 9        | 6       | 1         | 2        | 70.37% | Semifinales      |
| Copa de la Liga de Francia   | 6        | 2       | 1         | 3        | 38.89% | Octavos de final |
| Liga de Campeones de la UEFA | 51       | 25      | 13        | 13       | 57.52% | Semifinales      |
| Liga Europea de la UEFA      | 42       | 21      | 8         | 13       | 56.35% | Octavos de final |
| Recopa de Europa de la UEFA  | 8        | 3       | 3         | 2        | 50%    | Semifinales      |
| Copa Intertoto de la UEFA    | 6        | 5       | 0         | 1        | 83.33% | Campeón          |
| Supercopa de la UEFA         | 1        | 1       | 0         | 0        | 100%   | Campeón          |
| Total clubes                 | 1436     | 665     | 386       | 385      | 55.27% | 9 Títulos        |
| Selecciones                  |          |         |           |          |        |                  |
| Clasificatorias Eurocopa     | 4        | 0       | 1         | 3        | 8.33%  | Incompleto       |
| Total selección              | 4        | 0       | 1         | 3        | 8.33%  | Sin Títulos      |
| Total en su carrera          | 1440     | 665     | 387       | 388      | 55.14% | 9 Títulos        |

## Palmarés

### Como entrenador

#### Campeonatos nacionales
| Título              | Club                 | País       | Año  |
| ------------------- | -------------------- | ---------- | ---- |
| Serie C1            | Cagliari             | Italia     | 1989 |
| Serie B             | A. C. F. Fiorentina  | Italia     | 1994 |
| Copa de Italia      | A. C. F. Fiorentina  | Italia     | 1996 |
| Supercopa de Italia | A. C. F. Fiorentina  | Italia     | 1996 |
| Copa del Rey        | Valencia C. F.       | España     | 1999 |
| Ligue 2             | A. S. Mónaco         | Francia    | 2013 |
| Premier League      | Leicester City F. C. | Inglaterra | 2016 |

#### Campeonatos internacionales
| Título              | Club           | Sede     | Año  |
| ------------------- | -------------- | -------- | ---- |
| Copa Intertoto      | Valencia C. F. | Valencia | 1998 |
| Supercopa de Europa | Valencia C. F. | Mónaco   | 2004 |

#### Distinciones individuales
| Título        | Año  |
| ------------- | ---- |
| FIFA The Best | 2016 |